# Championnats de France d'athlétisme 1950
Navigation
Championnats 1949 Championnats 1951
Les Championnats de France d'athlétisme 1950 ont eu lieu les 22 et 23 juillet 1950 au Stade Jean-Bouin de Paris. 

## Palmarès
| Discipline        | Hommes              | Hommes        | Femmes               | Femmes       |
| ----------------- | ------------------- | ------------- | -------------------- | ------------ |
| 60 m              | -                   | -             | Colette Elloy        | 8 s 0        |
| 100 m             | Étienne Bally       | 10 s 8        | Colette Aitelli      | 12 s 5       |
| 200 m             | Étienne Bally       | 22 s 0        | Rosine Faugouin      | 25 s 9       |
| 400 m             | Jacques Lunis       | 48 s 1        | -                    | -            |
| 800 m             | Marcel Hansenne     | 1 min 54 s 5  | Bernadette Cavelot   | 2 min 21 s 2 |
| 1 500 m           | Patrick El Mabrouk  | 3 min 52 s 0  | -                    | -            |
| 5 000 m           | Ernest Petitjean    | 15 min 8 s 6  | -                    | -            |
| 10 000 m          | Alain Mimoun        | 31 min 9 s 4  | -                    | -            |
| 80 m haies        | -                   | -             | Micheline Ostermeyer | 11 s 5       |
| 110 m haies       | André-Jacques Marie | 14 s 7        | -                    | -            |
| 400 m haies       | Georges Elloy       | 53 s 7        | -                    | -            |
| 3 000 m steeple   | Alexandre Guyodo    | 9 min 27 s 0  | -                    | -            |
| 10 000 m marche   | Émile Maggi         | 47 min 26 s 2 | -                    | -            |
| Saut en longueur  | Paul Faucher        | 7,43 m        | Monique Jacquet      | 5,52 m       |
| Triple saut       | Robert Bobin        | 14,40 m       | -                    | -            |
| Saut en hauteur   | Papa Gallo Thiam    | 1,96 m        | Anne-Marie Colchen   | 1,56 m       |
| Saut à la perche  | Victor Sillon       | 4,00 m        | -                    | -            |
| Lancer du poids   | Pierre Dubroca      | 14,83 m       | Micheline Ostermeyer | 13,58 m      |
| Lancer du disque  | Serge Grisoni       | 43,42 m       | Micheline Ostermeyer | 43,23 m      |
| Lancer du marteau | Joseph Réal         | 48,47 m       | -                    | -            |
| Lancer du javelot | Pierre Sprecher     | 58,41 m       | Evelyne Pinard       | 40,61 m      |